# Kougrissincé
Kougrissincé, également orthographié Kougricinsé, est une commune rurale située dans le département de Nobéré de la province du Zoundwéogo dans la région Centre-Sud au Burkina Faso.

## Géographie
Kougrissincé est localisé à environ 15 km au nord-ouest de Nobéré et à 4 km à l'ouest de la route nationale 5.

## Santé et éducation
Le centre de soins le plus proche de Kougrissincé est le centre de santé et de promotion sociale (CSPS) de Séloghin tandis que le centre médical (CMA) le plus proche se trouve à Manga.
Le village possède un centre permanent d'alphabétisation et de formation (CPAF).